# Georg Judersleben
Georg Judersleben (* 3. Dezember 1898 in Stadtsulza; † 1962 in Bad Sulza, nach anderen Angaben in Erfurt) war ein deutscher Maler.

## Leben
Judersleben besuchte von 1913 bis 1919 das Weimarer Lehrerseminar. Daneben absolvierte er bei einer Weimarer Professorin eine Zusatzausbildung zum Konzert- und Opernsänger. Von 1919 bis 1921 arbeitete er als Lehrer in Bad Sulza. Von 1921 bis 1927 studierte er an der Hochschule für Bildende Kunst in Weimar bei Max Thedy, Walter Klemm und Hugo Gugg. Danach arbeitete er in Bad Sulza wieder als Lehrer und betätigte sich als Landschaftsmaler. Mehrfach fuhr er zum Malen nach Ahrenshoop. Judersleben war der Schwiegervater von Karl Holfeld und gut befreundet mit Fritz Koch-Gotha, Arnold Klünder sowie dem Ehepaar Hedwig Holtz-Sommer und Erich Theodor Holtz. Er war in der DDR Mitglied des Verbands Bildender Künstler. 
In Bad Sulza wurde eine Straße nach ihm benannt.

## Werk
Judersleben war Lehrer, Musiker und Heimatforscher. Sein malerisches Werk ist in der Tradition der Weimarer Malerschule zu sehen und umfasst vorwiegend Landschaftsdarstellungen. Seine bevorzugten Techniken waren die Ölmalerei und die Monotypie. Viele seiner Bilder befinden sich in Privatbesitz. 2021 erwarb die Stadt Bad Sulza fünf seiner Gemälde aus dem Besitz eines ehemaligen ortsansässigen Lehrers. Drei Gemälde befinden sich in der Kunstsammlung der Städtischen Museen Jena.

### Werke (Auswahl)
- Gähnender/Selbstporträt (Öl; 1947)[3]
- Herbst in den Freyburger Weinbergen mit Schloss Neuenburg (1949, Öl auf Hartfaserplatte, 86 × 116 cm; Museum Schloss Neuenburg, Freyburg)[4]
- Novemberwald (Öl, 86 × 99 cm, 1952; auf der Dritten Deutschen Kunstausstellung)[5]
- Boddenblick vom Haus Lukas (Öl; 1955)[3]
- Goethehaus in Weimar (Öl; auf der Vierten Deutschen Kunstausstellung)[6]
- Promenade (Öl; auf der Fünften Deutschen Kunstausstellung)[7]

## Ausstellungsbeteiligungen
- 1946: Erste Allgemeine Deutsche Kunstausstellung, Dresden
- 1948: Ausstellung Thüringer Künstler, Gotha[8]
- 1953, 1958/1959, 1962/1963: Dritte, Vierte und Fünfte Deutsche Kunstausstellung, Dresden
- 1961: Der Garten als Kunst, Internationale Gartenbauausstellung Erfurt
- 1961: Ausstellung des Verbandes Bildender Künstler, Angermuseum Erfurt
- 2011: Weimar, Galerie Hebecker (Holfeld, Judersleben, Krippendorf)[9]